# 鉄球姫エミリー
『鉄球姫エミリー』（てっきゅうきエミリー）は、八薙玉造による日本のライトノベル。イラストは瀬之本久史が担当している。スーパーダッシュ文庫（集英社）より2007年9月から2009年5月まで刊行された。第6回スーパーダッシュ小説新人賞大賞受賞作。

## あらすじ
ラゲーネン王国第一王女の鉄球姫ことエミリーは、弟王との玉座を争う戦いを避けるために辺境の地に身を置き、女中や護衛と戯れる何一つ不自由のない生活を送っていた。しかし、そんなエミリーのもとに弟王派筆頭のノーフォーク侯爵家当主ジョゼフが、刺客として4人の亡霊騎士を送り込む。護衛騎士や装甲侍女は次々と討ち取られ、女中や使用人は虐殺されていく。エミリーと装甲侍女のセリーナは何とか生き延びたものの、セリーナが重傷を負ったために身動きが取れなくなってしまう。捕らえられた影武者のジュディは拷問に耐えられず、自分が影武者であることを白状した後に殺害され、亡霊騎士は周辺を捜し回る。窮地に陥ったエミリーは、起死回生の反撃を試みるべく亡霊騎士が待ち受ける屋敷へ向かう。

## 用語
輝鉄
輝鉄と呼ばれる石を甲冑・武器に埋め込むことによって人体能力を飛躍的に向上させる石。この世界ではレアメタルの様な存在であり、採掘される数は少ない。また、身体に最も近い場所によって効果が変わる他、性別によっても変化する。（下記参照）しかし、代償として体力をかなり消耗する為に「血吸石」とも呼ばれる。
大甲冑
装甲の厚さが従来の甲冑の三倍以上にもなる超重甲冑で、上記の輝鉄を埋め込んでいる為、装備者の身体能力を向上させる力がある。
男性と女性では体力の消耗量が異なり、男性は身体能力を女性よりも高くする事が出来るが、体力の消耗が早く、女性はその逆である。その為、男性と女性では役割が異なる事が多い。男性は通常は甲冑を装備せず緊急時に装備し、前線に立って戦う事が多く、女性は前線に配備されず、後方から大型の弓で援護したり、大盾で主を護衛する事が多い。
しかし、一概にそうとは言えず、エミリーやヴィルヘルミーネの様に女性でも前線で積極的に戦う者や、逆にグレンの様に男性でも主に付添って護衛する者もいる。また、大甲冑のタイプと武器との組み合わせが非常に大切であり、良い組み合わせならば、戦いの場においてより効果的に戦闘を行う事が出来る他、敵のタイプ・武器との相性によっても大きく変化する。
ただし、頑強な装甲を持つ大甲冑を破るのは容易な事ではなく（刀剣類は全く通用しない）、装備者の大半は必然的に超大型のウォーハンマーやメイスなどの打撃武器や、装甲の貫徹力に優れた大槍や大弓などの刺突武器を装備して戦う事になる。
装備者に圧倒的な戦闘力を与える為に、全ての大甲冑は政府や王室に登録されて厳重に管理されており、無登録の大甲冑の所持は、たとえ王侯貴族であっても即座に死刑となるほど重い罪が課せられる。
重騎士
大甲冑を身に付けた騎士の総称。単独で普通の兵士100人分の戦力があるとされており、圧倒的なまでの戦闘力を有する。戦場における戦力の要なので、この重騎士をどれだけ揃えられるかが勝敗の分かれ目となっている。前線で戦う重騎士の他に以下の存在が確認されている。
護衛騎士
自分の主人を守護する騎士の総称。城塞や貴族の屋敷の警備に付いている者も護衛騎士と呼ばれる。主に大盾を装備して文字通り主人の「盾」となる者や、強力な武器で積極的に敵対者を倒しに行く者に分けられる。また、主人を守る為に戦場に出る事も多い。
装甲侍女
城塞などで主人の身の回りの世話をするメイドの内、大甲冑を身に付けた女性達の総称。日常の作業の支障にならないように、篭手の指先が露出するようになっている。大概は護衛騎士と共に城塞で警備に付いているが、セリーナのように戦場に出る装甲侍女も少なくない。また、いざという時は主人を守る最後の盾になる為に、感覚強化型の大甲冑を身に付けている事が多い。
亡霊騎士
無登録の大甲冑を身に付けた重騎士の総称。主に暗殺などの闇仕事に手を染めている。暗殺のターゲットを守備する護衛騎士や装甲侍女（場合によってはターゲットそのもの）が大甲冑を装備するようになった為、これらを突破する為に暗殺者も必然的に大甲冑を装備するようになったのが始まりである。作中では装甲を黒く染めているが、輝鉄は暗闇でも光り輝くのでカモフラージュにはなっていない。
目的の為には手段を選ばず、毒薬の類も平然と使用する事から多くの人々に恐れられ、忌み嫌われている。
だが、それ以上に亡霊騎士が忌み嫌われるのは、ターゲット以外の目撃者を老若男女を問わずに虐殺する『無慈悲な殺戮者』だという事である。これは、無登録の大甲冑の所持が即死刑になる為で、自身の身を守る為に必然的に目撃者の虐殺に繋がっている。

## 既刊一覧
- 八薙玉造（著）・瀬之本久史（イラスト）、 集英社〈スーパーダッシュ文庫〉、全5巻
  - 『鉄球姫エミリー』2007年9月25日発売[2]、ISBN 978-4-08-630375-0
  - 『修道女エミリー 鉄球姫エミリー第二幕』2007年12月20日発売[3]、ISBN 978-4-08-630397-2
  - 『花園のエミリー 鉄球姫エミリー第三幕』2008年6月25日発売[4]、ISBN 978-4-08-630431-3
  - 『戦場のエミリー 鉄球姫エミリー第四幕』2008年7月25日発売[5]、ISBN 978-4-08-630439-9
  - 『鉄球王エミリー 鉄球姫エミリー第五幕』2009年5月22日発売[6]、ISBN 978-4-08-630486-3